# John Joseph Lonergan
John Joseph Lonergan (* 22. März 1888 in South Melbourne; † 14. Juli 1938 in Oakleigh, Melbourne) war ein römisch-katholischer Priester und ernannter Bischof von Port Augusta.

## Leben
John Joseph Lonergan wurde März 1888 in South Melbourne als einziger Sohn von Michael Lonergan und dessen Frau Norah (geborene Tobin) geboren. Am 30. November 1911 empfing er die Priesterweihe und wurde anschließend Assistenzpriester in Gisborne, einer kleinen Stadt im Erzbistum Melbourne. Sein erster Posten als Gemeindepfarrer war in Drysdale. 1916 wurde er Domkapitular an der St Patrick’s Cathedral in Melbourne.
In den nächsten Jahren folgten weitere Ämter, unter anderem wurde er Kanzler der Diözese und Privatsekretär des Erzbischofs Daniel Mannix und verwaltete als solcher während Mannix' Abwesenheit im Jahr 1925 um das Erzbistum. Des Weiteren übernahm er einen Großteil der Organisation für den Eucharistischen Weltkongress in Sydney im Jahr 1928, wofür er 1929 mit dem Ehrentitel eines Päpstlichen Ehrenprälaten geehrt wurde.
Am 8. Januar 1938 wurde Lonergan von Papst Pius XI. zum neuen Bischof von Port Augusta ernannt. Er starb jedoch, noch bevor er die Bischofsweihe erhalten konnte.